# Strasbourg-ederna

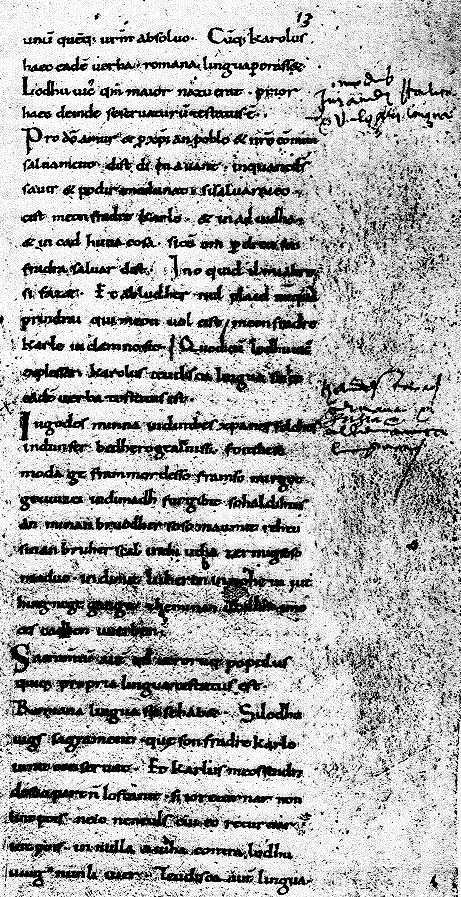

Strasbourg-ederna (latin: Sacramenta Argentariae; franska: Les Serments de Strasbourg; tyska: Die Straßburger Eide) var ömsesidiga löften om att ingå en allians som utfärdades 12 februari 842 mellan Ludvig den tyske, kung av Östfrankiska riket och hans halvbror Karl den skallige, kung av Västfrankiska riket. I ederna lovade de att hjälpa varandra mot sin bror Lothar I som härskade över Mellanfrankiska riket. Ederna ingicks i Strasbourg, där de båda också hade samlat sina arméer.
Strasbourg-ederna finns nedtecknade på tre olika språk: medeltidslatin, äldre galloromanska och fornhögtyska, alla skrivna med karolingisk minuskel.

## Historisk och språkhistorisk betydelse
Edernas text är av betydelse både historiskt och språkhistoriskt. Texten är det första kända dokument som är skrivet på ett romanskt språk, och specifikt på ett galloromanskt språk.
Dokumentet är också en viktig kunskapskälla till en tidsperiod i det karolingisk-frankiska riket. Den vanliga historiska tolkningen av denna flerspråkiga text har varit att dess förekomst stödjer hypotesen att riket år 842 hade börjat splittras i olika proto-länder och börjat utveckla olika språk och sedvänjor.
Vissa historiker har dock gjort en annan tolkning under senare år: att frankerriket bestod av flera regna (löst översatta som kungariken) som sedan äldre tider hade bibebållit olika sedvänjor och dialekter.